# Прапор Нововолинська
Пра́пор Нововоли́нська, міста обласного підпорядкування у Волинській області, затверджений 1998 року.

## Опис
Хоругва являє собою прямокутне полотнище з співвідношенням сторін 1:1, поділене горизонтально на три рівні частини — зелену, червону, в центрі якої знаходиться білий хрест, і чорну. Зелений колір символізує молоде поселення, червоний з білим хрестом — розташування міста на Волині, чорний — вугледобувну промисловість.
Автор — А.Гречило.